# Barrage anti-tempête de Fox Point

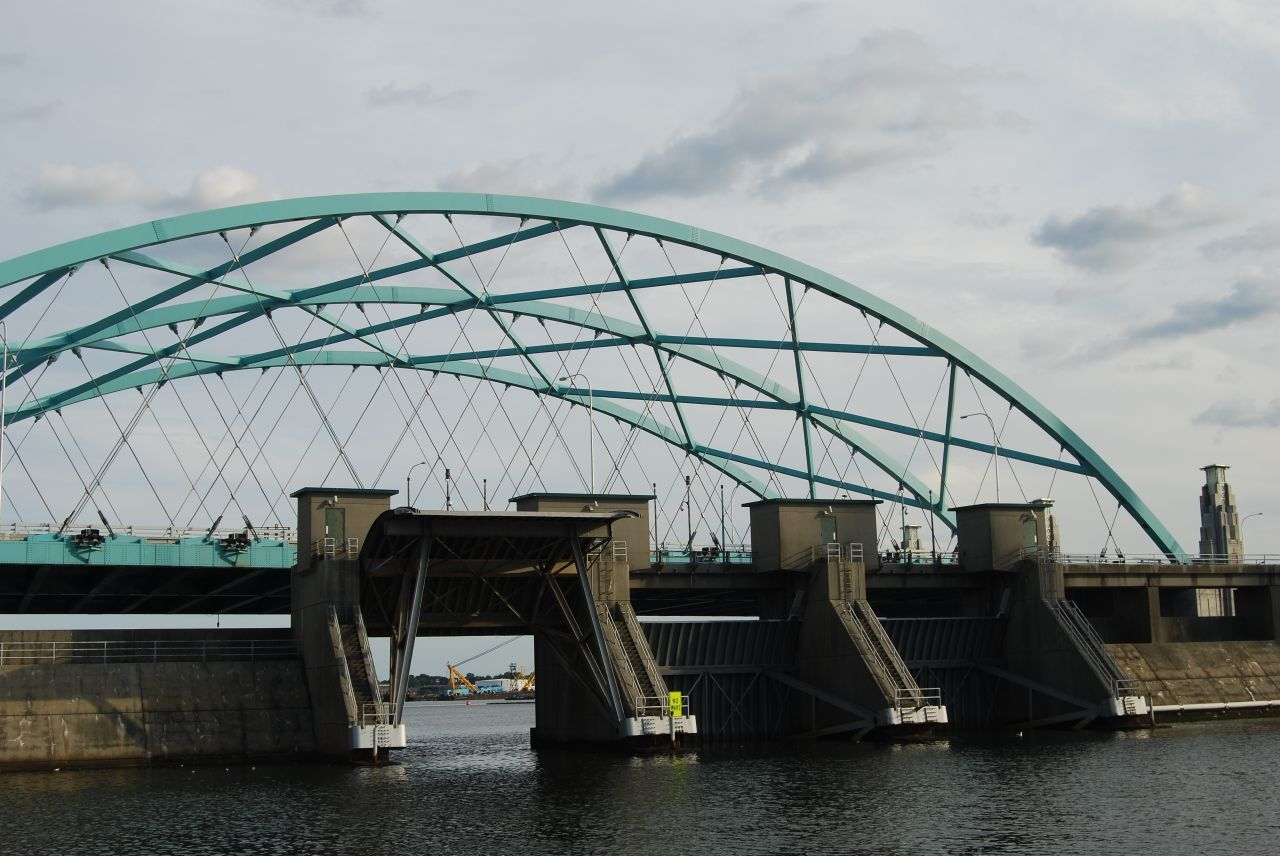
Le barrage anti-tempête de Fox Poin

Le Barrage anti-tempête de Fox Point est une barrière contre les inondations venant de la rivière Providence, à Rhode Island, États-Unis.
Il a été construit entre 1960 et 1966 pour protéger le centre-ville de basse altitude contre les ondes de tempête et les inondations associées à des ouragans et autres tempêtes majeures.-
Le barrage anti-tempête de Fox Point se compose de cinq parties principales:
- les portes de la rivière

- les digues de rocher et de terre le long de chaque rive

- les portes des véhicules le long de chaque rive, où les routes traversent les digues

- des portes sur le canal à l'extrémité ouest de la barrière associée à la centrale électrique à proximité

- une station de pompage pour contrôler le flux d'eau.